# エン反応
エン反応（エンはんのう、英: Ene reaction）は、アリル位に水素をもつアルケンと、アルケン、カルボニル基などの2π電子系との間でσ結合の形成を伴う水素移動が起こる反応のである。
この反応はディールス・アルダー反応の基質のジエンのひとつのπ結合をσ結合に置き換えたものと考えられる。そのため、ディールス・アルダー反応にならい、基質となるアルケンをエン (ene)、2π電子系を親エン体あるいは求エン体 (エノファイル、enophile) と呼ぶ。
アルケンを親エン体とするエン反応はクルト・アルダーによって報告されたため、特にアルダーのエン反応 (Alder's ene-reaction) と呼ばれる。また、アルデヒド、特にホルムアルデヒドを親エン体とするエン反応はプリンス反応 (Prins reaction) の名で呼ばれることもある。
この反応はペリ環状反応の一種であり、反応中間体なしに水素移動とσ結合の形成が協奏的に進行する機構で起こると考えられている。カルボニル基などのヘテロ原子を持つ親エン体への反応ではルイス酸を添加すると、その配位によりLUMOのエネルギー準位が低下するため反応が加速される。しかし、この場合には段階的に反応が進行することもある。
また、アリル位に水素ではなく金属を持つアルケンを用いた場合、炭素－金属結合の切断を伴う金属移動が起こる。これを金属エン反応 (metallo-ene reaction) と呼ぶ。これは求電子剤を反応させることで更なる反応に用いることができるため、有用な骨格形成法の一つである。
エン反応は可逆反応であり高温にすると逆反応が有利となる。この逆反応はレトロ-エン反応 (retro ene-reaction) と呼ばれる。